# ルイーゼ・ザイドラー
ルイーゼ・ザイドラー（Louise Seidler, 1786年5月15日 - 1866年10月7日）はドイツの画家である。ゲーテの支援を受けて、ヴァイマルの宮廷などで活動した。

## 略歴
当時ザクセン選帝侯領のイェーナに生まれた。父親はイェーナ大学の学者で、幼いころは祖母から音楽と絵画の教育を受けた。祖母が死んだ後はゴータの父親の知り合いの妻から教育を受け、ローマの修行からゴータに戻った彫刻家のデール（Friedrich Wilhelm Eugen Döll）と知り合い、美術への情熱が高められた。
イェーナの宮殿の父親の家は、ゲーテの住まいの隣で、ゲーテはザイドラーの幼いころから知っていた。イェーナの父親の家で暮らすようになってできた女友達の一人パウリーネ・ゴッター（Pauline Gotter）は後に哲学者のフリードリヒ・シェリングと結婚した。フリードリヒ・フォン・シラーやヨハン・ゴットリープ・フィヒテ、シェリング、ゲオルク・ヴィルヘルム・フリードリヒ・ヘーゲル、フンボルト兄弟らといった芸術家、知識人たちの中で過ごした。
1806年にイェーナをフランス軍が占領した後、ジャン＝バティスト・ジュール・ベルナドットが率いるフランス軍の軍医と結婚するが、夫はスペインへの移動命令を受けて移動した後すぐにスペインで熱病にかかり死亡した。未亡人になったルイーゼの気をまぎらすために両親は彼女をドレスデンに旅に出した。
ドレスデンでアルテ・マイスター絵画館に通い、画家になる決意をして、クリスティアン・レーベレヒト・フォーゲル（Christian Leberecht Vogel）に学んで、すぐに技術は向上した。カルロヴィ・ヴァリからの帰りに10日ほどドレスデンに滞在したゲーテはザイドラーのカルロ・ドルチの作品の模写に感心し、ザイドラーをヴァイマルに招待し、ヴァイマルでザイドラーはゲーテの肖像画を描いた。冬の間はヴァイマルとイェーナで過ごし、夏はドレスデンでゲルハルト・フォン・キューゲルゲンのもとで修行する暮らしを1814年に母親が亡くなるまで続けた。
1811年にザクセン＝ゴータ＝アルテンブルク公アウグストにゴータに招かれ、アウグストや公妃カロリーネ・アマーリエ、公女ルイーゼの肖像画を描いた。その後もゴータで仕事をしたが、母親の亡くなった後はイェーナで父親の邸を差配するために美術時活動から一時離れた。
1816年に代表作のひとつのローフス礼拝堂の祭壇画を製作した。ゲーテの計らいで1817年にザクセン＝ヴァイマル＝アイゼナハ大公カール・アウグストから奨学金を受けてミュンヘンに1年間、留学し、哲学者のフリードリヒ・ハインリヒ・ヤコービに歓迎された。シェリングの妻になっていたかつての友人パウリーネとも再会し、彼女の邸でスウェーデンの詩人、ペール・ダニエル・アマデウス・アッテルブムにも会った。ミュンヘン美術院の校長ヨハン・ペーター・フォン・ランガーの指導を受け、ミュンヘンの美術館のラファエルの作品の模写をし、さらにイタリアへの留学の奨学金を得て、1819年にローマに旅し、「ナザレ派」の画家、ユリウス・シュノル・フォン・カロルスフェルトやフィリップ・ファイトらとも交流した。1819年にはナポリに何ヶ月か滞在し、1820年の秋にはフィレンツェでラファエルの作品を模写した。
1823年に父親が重病になったという報せを受けてドイツに戻った。ドイツでは作品の制作とザクセン＝ヴァイマル＝アイゼナハ大公カール・フリードリヒの娘マリーとアウグスタを教える仕事をした。1924年に大公の美術コレクションの管理の仕事に任じられていたので、父親が亡くなった後もヴァイマルに留まらなければならなかった。ヴァイマルで活動を続け、高く評価された。1932年になって2度目のイタリア旅行を行い1年以上イタリアに滞在した。晩年は目を悪くして多くの作品が未完となった。

## 作品

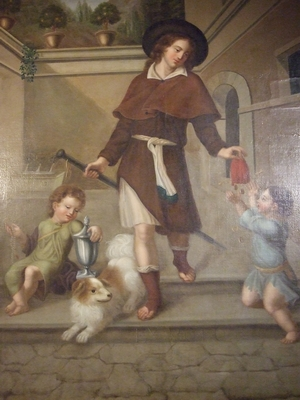
ローフス礼拝堂の祭壇画 (1816/1819)
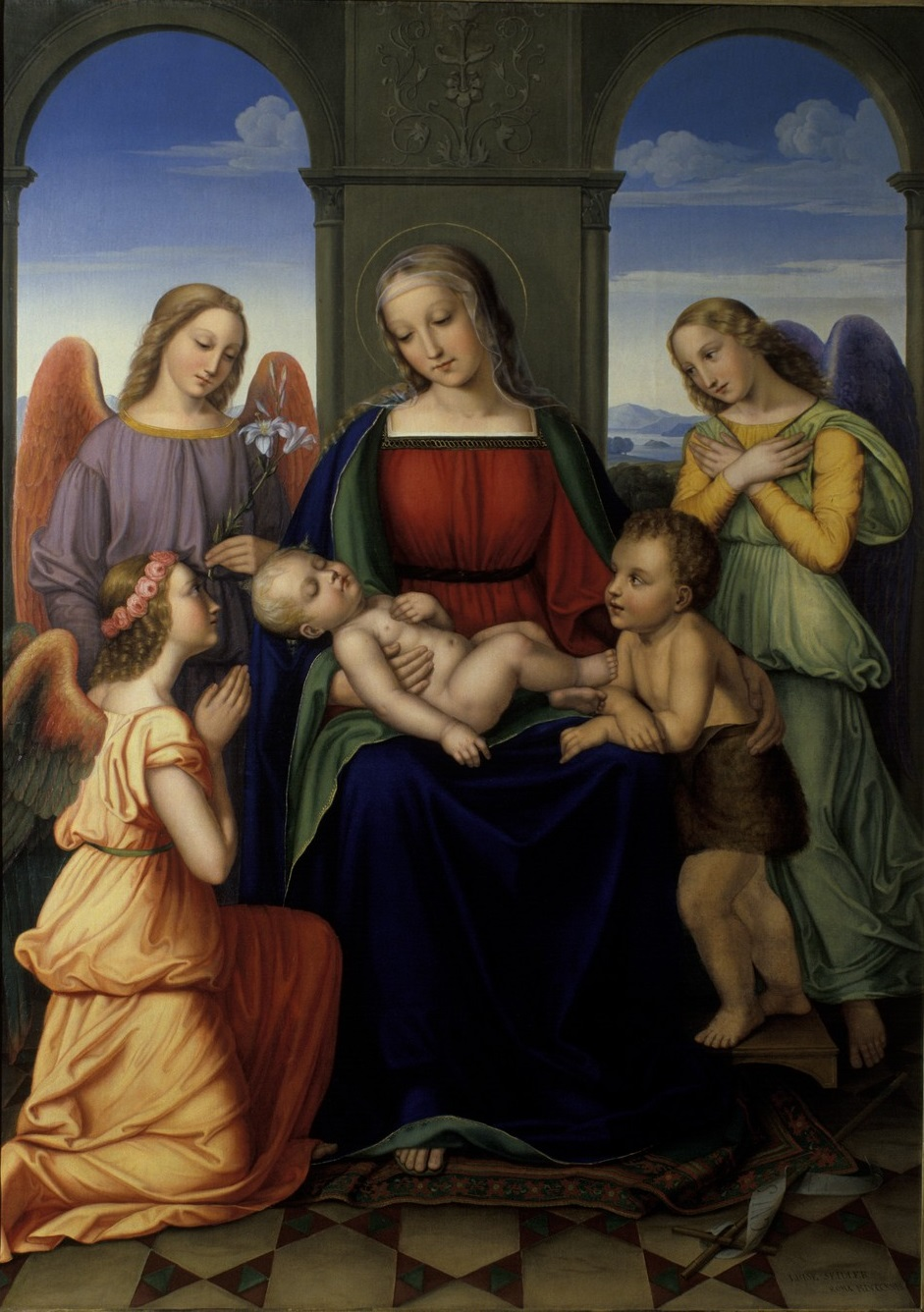
Madonna mit Engeln (1823)
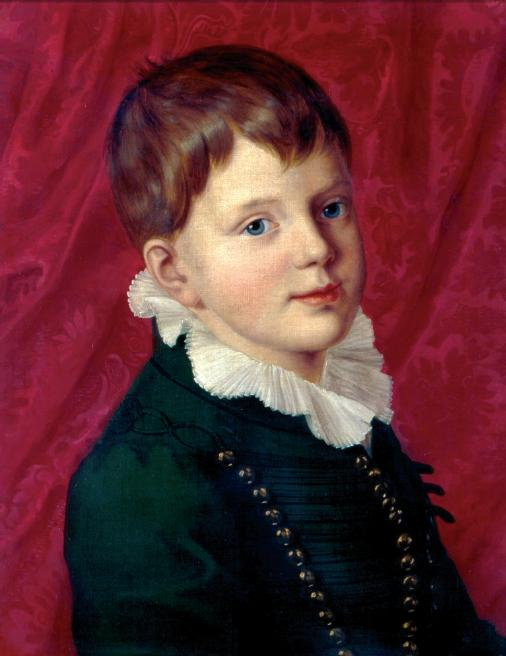
カール・アレクサンダー (ザクセン＝ヴァイマル＝アイゼナハ大公)
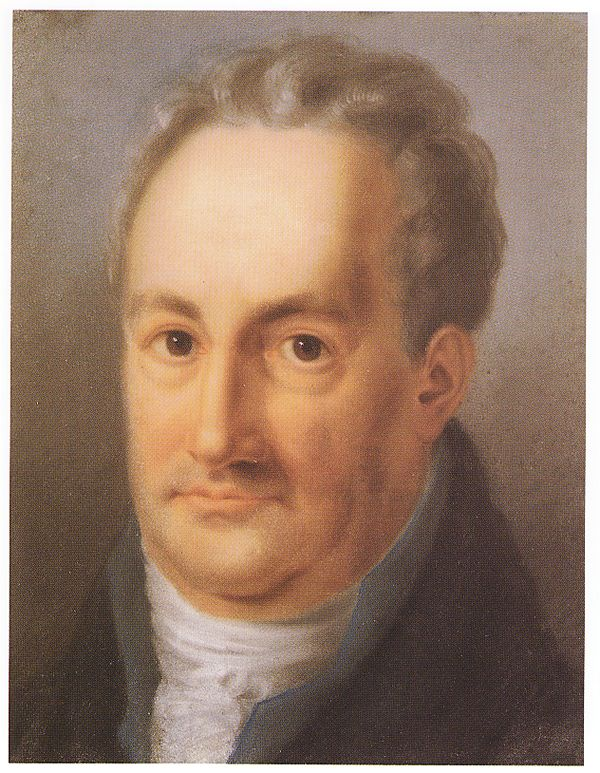
ゲーテ(1911)